# Comté de Crosby
Le comté de Crosby, en anglais : Crosby County, est un comté situé dans le nord-ouest de l'État du Texas aux États-Unis. Le siège du comté est Crosbyton. Selon le recensement de 2020, sa population est de 5 133 habitants. Le comté a une superficie de 2 335 km2, dont 2 330 km2 en surfaces terrestres. Il est baptisé à la mémoire de Stephen Crosby (en), commissaire au Land Office du Texas.

## Démographie
Lors du recensement de 2010, le comté comptait une population de 6 059 habitants. En 2017, la population est estimée à 5 899 habitants.

Pyramide des âges du comté de Crosby (2000).

| Groupes           | Comté de Crosby | Texas | États-Unis |
| ----------------- | --------------- | ----- | ---------- |
| Blancs            | 79,0            | 70,4  | 72,4       |
| Autres            | 14,9            | 10,6  | 6,4        |
| Afro-Américains   | 3,5             | 11,9  | 12,6       |
| Métis             | 2,0             | 2,5   | 2,7        |
| Amérindiens       | 0,6             | 0,7   | 0,9        |
| Asiatiques        | 0,1             | 3,8   | 4,8        |
| Total             | 100             | 100   | 100        |
|                   |                 |       |            |
| Latino-Américains | 52,3            | 37,6  | 16,7       |